# Refik Erduran
Ahmet Refik Erduran (* 13. Februar 1928 in Istanbul; † 7. Januar 2017 in Edirne) war ein türkischer Schriftsteller, Dramatiker und Journalist. Er schrieb 30 Theaterstücke und acht Bücher.

## Leben
Erduran wurde 1928 als Sohn von Hüsamettin Erduran und dessen Ehefrau Refika in Salacak im Istanbuler Stadtteil Üsküdar geboren. Seine Schwester Leyla war vier Jahre älter als er. Erduran wuchs mit einem französischsprachigen, katholischen Kindermädchen auf. Daher sprach er schon früh Französisch.
Ab 1934 besuchte er die Nilüfer-Hatun-Grundschule, 1938 wechselte er an das englischsprachige Robert College in Istanbul. Nach der Erlangung der Hochschulreife ging er 1947 in die Vereinigten Staaten und schrieb sich in Theatergeschichte an der Cornell University ein. Nach seiner Rückkehr in die Heimat leistete Erduran seinen Wehrdienst und war Reserveoffizier. Man schickte ihn mit der „Türkischen Brigade“ in den Koreakrieg (1950–1953), wo er als Dolmetscher arbeitete.
1954/55 leitete er das Satire-Magazin TEF. Nach dem Aus des Magazins im Jahr 1955, arbeitete er als freier Schriftsteller. Erduran schrieb sein erstes Theaterstück Deli 1957. Bis 2012 schrieb er 30 Theaterstücke, die meisten davon Komödien und Vaudeville-Stücke. Bekannt wurde er Ende der 1950er-Jahre mit Bir Kilo Namus  (1958) und Cengiz Han’ın Bisikleti (1959).
Auf Einladung des Milliyet-Chefredakteur Abdi İpekçi schrieb er ab 1965 Kolumnen für die Tageszeitung, später auch für Güneş, Meydan und Sabah.
Im Jahr 1995 begleitete er die bosnische Eliteeinheit „Schwarze Schwäne“ im Bosnienkrieg um seinen symbolischen Widerstand gegen die Serben zu demonstrieren. Seine Erlebnisse dort beschrieb er in Reportagen für Milliyet. Diese wurden später im Buch Bosnalı Samuraylar gesammelt veröffentlicht.
Erduran starb im Alter von 88 Jahren in einem Krankenhaus in Edirne. Seien sterblichen Überreste wurden nach Istanbul überführt und zwei Tage später auf dem Friedhof Zincirlikuyu beigesetzt.

## Privatleben
Erduran war vier Mal verheiratet. Im Jahr 1950 heiratete er Nâzım Hikmets Stiefschwester Melda Kalyoncu, die 1953 den Sohn Murat zur Welt brachte. Doch die Ehe hielt nur fünf Jahre. 1958 heiratete er die Journalistin Leyla Umar. Das Paar ließ sich schon zwei Jahre später scheiden, blieb aber noch bis 1977 zusammen. Im Jahr 1992 heiratete Erduran Sevim Tülay Güngör. Aber auch diese Ehe hielt nur fünf Jahre. 1997 heiratete Erduran die 35 Jahre jüngere Pınar Duygu, die Tochter seiner dritten Frau aus einer früheren Ehe. Das Paar bekam 1997 einen Sohn und 2002 Zwillinge. Die Ehe wurde im Februar 2003 allerdings durch ein Gericht als „unsittlich“ annulliert, nachdem ein Rechtsanwalt dagegen geklagt hatte.

## Ehrungen und Auszeichnungen
Im Jahr 1986 wurde Erduran Präsident des Internationalen Theaterinstituts (ITI) in der Türkei. Bei dem Kongress der ITI in Helsinki wurde er 1989 zum Vorsitzenden des Autorenkomitees des Verbandes gewählt. Auf Einladung des Iowa Writers’ Workshop arbeitete er ein Jahr an der University of Iowa. Anschließend lebte er sieben bis acht Jahre in Kalifornien, um seine Werke für das Fernsehen zu adaptieren. Gleichzeitig arbeitete er weiter als Journalist und führte das westamerikanische Nachrichtenbüro der Milliyet. Sein Stück Ramiz ile Jülide brachte ihm 1995 den Yunus-Emre-Wettbewerbspreis ein.

## Werke

### Bücher
- Yağmur Duası. 1954
- Domuz. 2003
- Er Oyunu. 2004
- Kavşak. 2004
- Neşe'nin Şarkıları. 2004
- Sabiha. 2004
- İblisler, Azizler, Kadınlar. 2005
- Jetonlar Düştükçe. Cumhuriyet Kitapları, 2007

### Theaterstücke (Auswahl)
- Deli. 1957
- Bir Kilo Namus. 1958
- Cengiz Han’ın Bisikleti. 1959
- İp Oyunu. 1959
- Karayar Köprüsü. 1959
- Ayı Masalı. 1962
- Direkler Arasi Kanto. 1963
- Kartal Tekmesi. 1966
- Turp Suyu. 1969
- Canavar Cafer. 1973
- Efendimiz Efendimiz. 1980
- Bunu Yapan İki Kişi. 1985
- Tamirci. 1991
- Ramiz ile Jülide. 1995
- Eşek Dağın Sevdalısı. 1996
- Halay. 1997
- Sehae Vakti. 1997
- Yemenimin Uçları. 1998
- Bahçemdeki Ayı. 2004
- El Ele. 2006
- Açıl Kafam Açıl. 2012

### Drehbücher
- Metamorfoz 1992